# Anita Ammersfeld

Anita Ammersfeld, 2012

Anita Ammersfeld (* 19. August 1950 in Wien) ist eine österreichische Opernsängerin (Sopran), Schauspielerin, Produzentin und Theaterdirektorin.

## Leben
Anita Ammersfeld studierte Gesang am Royal Conservatory of Toronto in Kanada und an der Hochschule für Musik und darstellende Kunst Wien.
Sie debütierte als Cherubin in Figaros Hochzeit an der Wiener Volksoper, deren festes Ensemblemitglied sie war. 1979 wechselte sie das Fach von der Opernsoubrette zum lyrischen Sopran. Danach folgten zahlreiche Gastengagements im deutschsprachigen Raum. Zuletzt trat sie im April 2018 im Rahmen des niederländischen Kleinkunstfestivals im DeLaMar Theater anlässlich einer Hommage an Herman van Veen auf.
Ammerfelds Repertoire umfasst Oper und Operette bis zu den Klassikern der jüdischen Musik und des Chanson.
Über ihre Karriere als Sängerin und Schauspielerin hinaus begann Ammersfeld 1988 ihre Tätigkeit als Produzentin. Sie gründete das Musikforum Ammersfeld und leistete Pionierarbeit vor allem im Bereich der jüdischen und jiddischen Musik. Thematische Schwerpunkte sind vor allem jüdische Themen und große jüdische Künstler der Zwischen- und Nachkriegszeit. Viele Werke, die schon beinahe in Vergessenheit geraten sind, wurden durch Musikforum-Produktionen als wesentlicher Bestandteil der musikalischen Tradition und Unterhaltung wieder lebendig.
Anita Ammersfeld ist Inhaberin des Stadttheaters in der Walfischgasse in der Wiener Innenstadt. 2004 hat sie die Leitung übernommen, bis 2015 übte sie selbst die Intendanz aus. Am Spielplan standen unter anderem politisch-satirische Stücke mit gesellschaftlicher Relevanz, meist Ur- oder Österreichische Erstaufführungen, sowie modernes Musiktheater und anspruchsvolles österreichisches Kabarett.
Anita Ammersfeld ist mit dem Unternehmer und Publizisten Erwin Javor verheiratet und hat mit ihm einen Sohn.

## Theaterproduktionen
- „Das Schtetl“ (1995, Regie: Heinz Ehrenfreund)
- „Oj, wie entfernt“ (1996, Regie: Heinz Ehrenfreund)
- „Uj jessas, nur net schlag'n“ (1997, Rabenhof)
- "Eine schrecklich nette Mischpoche" (1999, Regie: Michaela Scheday)
- "Anonyme jüdische Mütter" (2000, Regie: Michaela Scheday)
- „Von bis nach seit. Hommage an Erich Fried“ (2001, Regie: Michaela Scheday)
- „Drunter und Drüber“ von George Feydeau (2002, Festspiele Berndorf, Regie: Felix Dvorak)
- „Paris ist eine Reise wert“(2003, Komödienspiele Mödling, Regie: Felix Dvorak)
- „Frühere Verhältnisse“ von Johann N. Nestroy (2004, Nestroy-Spiele Liechtenstein, Regie: Elfriede Ott)

im stadtTheater walfischgasse:
- „Heimat, Sweet Heimat“ von Charles Lewinsky (2006, Regie: Hanspeter Horner)
- "Kleine Eheverbrechen" von Éric-Emmanuel Schmitt (2009, Regie: Thomas Schendel)
- "Der Tod und das Mädchen" von Ariel Dorfman (2011, Regie: Thomas Schendel)
- "Halbe Wahrheiten" von Alan Ayckbourn (2014, Regie: Carolin Pienkos)
- "Zweifel" von John Patrick Shanley (2015, Regie: Christine Wipplinger)

Lesungen:
- Ich bin ein Zebra. Eine jüdische Odyssee. Gemeinsam mit dem Autor Erwin Javor in Wien und Tel Aviv.

## Auszeichnungen
- 1995 In Anerkennung ihrer zahlreichen Konzerte im Ausland sowie für ihre Verdienste und ihren Beitrag zur Förderung des Verständnisses der jüdischen Kultur verlieh ihr der Bundespräsident das Ehrenkreuz für Wissenschaft und Kunst der Republik Österreich.
- 2002 wurde ihr von Kulturstadtrat Andreas Mailath-Pokorny das Goldene Verdienstzeichen des Landes Wien verliehen.
- 2008 wurde sie für ihre Verdienste in der Wiener Kultur- und Freizeitwirtschaft von der Wirtschaftskammer Österreich geehrt.
- 2015 Goldenes Ehrenzeichen für Verdienste um das Land Wien[3]

## Diskografie
- 1976 Jedes Lied erzählt von Liebe
- 1977 Conradin Kreutzer: Das Nachtlager in Granada als Gabriele – Dirigent: Karl Etti – Arnold Schönberg Chor, Akademischer Orchester-Verein Wien – Preiser Records – SPR 3271-2
- 1997: Anita Ammersfeld singt jiddische Lieder (mit Roman Grinberg)
- 1998: Ich hab kein scharfes Messer (mit Gerhard Bronner und Ethan Freeman)
- 2002: Anita Ammersfeld singt Liebeslieder
- 2003: Ich liebe Dich nicht (Lieder von Kurt Weill)